# オーテックエルコ
株式会社オーテックエルコ（AUTECH ELCO, INC.）は、神奈川県茅ヶ崎市に本社を置く、日産モータースポーツ&カスタマイズ子会社の福祉車両の中古車販売会社である。

## 沿革
- 1997年
  - 4月 - オーテックジャパンが福祉事業の拡大を目指し、使用過程車への福祉車両改造事業について検討を開始。
  - 10月 - オーテックジャパンの使用過程車への福祉ユニット等の改造、福祉車両の展示会、福祉関連部品・ユニットの販売、カタログ・ポスター印刷物等の制作、労働者派遣等を担当する事業の企業化が決定。
- 1998年
  - 4月1日 - 株式会社オーテックエルコ設立。
  - 7月1日 - 営業開始、一般労働者派遣事業許可（般-14-08-0012）獲得。
  - 8月 - 古物商許可（神奈川県公安委員会、第452670000853号）獲得。
- 2000年7月 - 安田火災海上保険（のちに損保ジャパン日本興亜を経て、現・損保ジャパン）代理店を開業
- 2002年11月 - レンタカー営業開始（神運輸第458号）
- 2004年4月 - 日産レンタカーへレンタカー業務を業務移管
- 2005年4月 - 保険代理業務を日産クリエイティブサービスへ業務移管。
- 2006年1月 - 使用過程車への福祉車両改造事業、福祉関連部品・ユニットの販売事業から撤退。

## 事業所
- カレスト座間
- カレスト幕張